# ملعب تيدا لكرة القدم
ملعب تيدا لكرة القدم هو ملعب كرة قدم يقع في مدينة تيانجين الصينية . يسع الملعب لجلوس 36,390 متفرج . يعتبر الملعب الرسمي الذي يخوض فيه نادي تيانجين تيدا مبارياته . تم افتتاح الملعب في 15 مايو 2004 .